# To Be Loved
A To Be Loved Adele angol énekes-dalszerző dala a 30 (2021) című negyedik stúdióalbumáról. Tobias Jesso Jr.-ral írta, aki Shawn Everett-tel közösen készítette. A dal az album 11. számaként vált elérhetővé 2021. november 19-én, amikor a Columbia Records kiadta azt. A zongorás hangszerelésű szerelmes ballada  az énekesnő visszhangos énekét minimalista produkció fölé helyezi. A dal az áldozatokról szól, amelyeket az embernek hoznia kell, ha szerelembe esik, és Adele Simon Koneckitől való válásával foglalkozik, megpróbálva elmagyarázni fiának, hogy miért nem sikerült a házasságuk.
A To Be Loved általános elismerésben részesült a zenei kritikusoktól, akik Adele énekes teljesítményét addigi legjobbjaként emelték ki. Több kiadvány is felvette a 2021-es év legjobb dalainak listájára. Ausztráliában, Kanadában, Svédországban és az Egyesült Államokban a Top 40-be került, és néhány más országban is felkerült a slágerlistákra. Adele soha nem adta elő élőben, de a közösségi médiában megosztott egy videót, amelyben zongorakísérettel énekli.

## Háttér és népszerűsítés
Adele 2018-ban kezdett el dolgozni negyedik stúdióalbumán. 2019 szeptemberében adta be a válókeresetet férjétől, Simon Koneckitől, ami az albumot ihlette. Miután szorongást tapasztalt, Adele terápiás foglalkozásokra járt, és rendbe hozta elhidegült kapcsolatát az apjával. A válást követő évek megviselték őt, különösen a fiára gyakorolt hatása miatt. Adele elhatározta, hogy rendszeresen beszélget vele, amit a terapeutája tanácsára rögzített is. Ezek a beszélgetések inspirálták a stúdióba való visszatérését, és az album olyan alkotásként öltött formát, amely elmagyarázza fiának, miért hagyta el az apját. Adele 2021. október 14-én adta ki az Easy on Me-t a 30 című album első kislemezeként.
Adele a To Be Loved című dalt Tobias Jesso Jr-ral írta, aki a 25 című harmadik stúdióalbum (2015) két dalán is dolgozott – When We Were Young és Lay Me Down. A To Be Loved egy korai verzióját egy brentwoodi házban fejezték be, stúdiófelszerelés nélkül, Adele a MacBookjával vette fel a vokálfelvételeket. Shawn Everett a végső felvételhez mikrofonokat és pokrócokat helyezett el az egész szobában és a zongorán; erről Jesso Jr. mesélt: „Csak mi játszottunk élőben és együtt. Így a zongorasávokban hallható az ének, az énekben pedig a zongora.” A To Be Loved egyike volt azoknak a daloknak, amelyeket Adele nem sokkal a rákban bekövetkezett halála előtt játszott az édesapjának, ami után mindketten elsírták magukat. Az inspirációjáról így nyilatkozott: „A fő célom az életben az, hogy szeressenek a szerelemben. És ezért szerettem volna eljátszani apámnak, hogy 'Te vagy az oka, hogy ez még nem sikerült', ő volt az oka, hogy még nem értem meg teljesen, milyen az, amikor valaki szerető kapcsolatban van valakivel.” A To Be Loved megalkotása közben Adele azt képzelte, hogy a fiának játssza, amikor az már a 30-as éveiben lesz. A dalt 2021. november 1-jén jelentették be az album 11. számaként.
November 17-én Adele közzétett egy klipet, amelyben a nappalijában, zongorakísérettel adja elő a To Be Loved-ot. Az interneten pozitív fogadtatásra talált. Althea Legaspi a Rolling Stone-tól „pusztítóan gyönyörűnek”, Heran Mamo a Billboardtól pedig „egyszerűen lélekszaggatónak” nevezte az előadást. Ahogy a hangja egyre hangosabb lett, a klipben a hang egyre jobban torzult, ami miatt a Variety-től Chris Willman és a The Guardian nigériai munkatársa, Oreoritse Tariemi azt a megjegyzést tette, hogy „úgy hangzott, mintha mindjárt összetörne a telefonja”. Arról, hogy a jövőben újra előadja-e a dalt, Adele a következőket nyilatkozta: „Nem hiszem, hogy élőben előadnám. Meg sem tudom hallgatni, szóval nem. Ki kell mennem a helységből, nagyon feldúlt leszek, nagyon elszorul a gyomrom".
A To Be Loved digitálisan letölthetővé vált a 30 albumról, amely két nappal később jelent meg. Az Egyesült Királyságban a 12. helyen debütált az Official Audio Streaming Charton. A dal a 32. helyen szerepelt az amerikai Billboard Hot 100-as listán. A Canadian Hot 100-as listán a 16. helyen tetőzött. Ausztráliában a To Be Loved a 25. helyig jutott. A Billboard Global 200-as listán a dal a 19. helyen végzett. A nemzeti slágerlistákon a 26. helyet érte el Svédországban, a 48. helyet Portugáliában, és a 116. helyet Franciaországban.

## Kompozíció
A To Be Loved 6 perc 43 másodperc hosszú. Jesso Jr. zongorázott, és a dal másik producerével, Everett-tel készítette el, aki Will’s Grandma’s House-ban vette fel Kaliforniában, és Ivan Wayman hangmérnökkel közösen hangszerelte a dalt. Randy Merrill maszterelte a New Jersey-i Sterling Soundban, Matt Scatchell és Tom Elmhirst pedig a New York-i Electric Lady Studiosban keverte.
A To Be Loved egy érzelmes, szerelmes ballada minimalista zongora hangszereléssel. A dal lassú tempóban halad előre, amit a The Guardian írója, Alexis Petridis egy „12 mérföldes dugóhoz hasonlított az M62-es autópályán”. Egy erőteljes zongorasorral nyit. A To Be Loved Adele visszhangos énekét csupasz és leplezetlen produkció fölé helyezi, amely a The A.V. Club-os Gabrielle Sanchez szerint úgy hangzik, mintha „egy üres színpadon énekelne”. Az énekesnő mezzoszoprán hangterjedelmet ölel fel. Adele hangja a bridge alatt megreked. A dal legmagasabb hangját az „I tried” szavakkal adja elő. A The Telegraph munkatársa, Neil McCormick úgy jellemezte a csúcspontot, mint egy olyan gigantikus vallomásos epilógust, amely elég nagy ahhoz, hogy „kifújja a hangszálait”.
Adele a To Be Loved című számban a Koneckitől való válásával foglalkozik, és elmagyarázza fiának, hogy miért nem sikerült a házassága, ezt a témát a 30 harmadik számában, a My Little Love-ban is feldolgozza. A dal szövege arról szól, hogy kitart egy kapcsolatban, amelynek egyetlen oka az, hogy szeretve akar lenni. Leírja az árat, amit meg kell fizetni, ha valaki maradéktalanul és kíméletlenül beleszeret valaki másba. Adele azzal indokolja a szakítást, hogy szerinte a házasság megfosztotta őt attól az igazi szerelemtől, amit egész életében keresett, és abban a reményben válik el, hogy lehetséges egy nagyobb szerelem. A To Be Loved című számban szembesül azzal, hogy mit jelent megosztani az életét, és megpróbálja felmérni, hogy a bizalom és a függőség hol alakult át önsanyargatássá: „To be loved and love at the highest count/ Means to lose all the things I can’t live without”, majd kijelenti, „I can’t live a lie”. Eric Mason, a Slant Magazine munkatársa úgy jellemezte a dalt, mint „egy váratlanul egyedül maradt Broadway-színész belső monológját a színpadon”.

## A kritikusok értékelései
A To Be Loved kiváló kritikákat kapott a zenekritikusoktól. Gio Santiago, a Pitchfork munkatársa „laza mesterműnek” nevezte a dalt, és úgy vélte, Adele a sebezhetőség új szintjét érte el vele. Kijelentette, hogy határozottan a szívszorító dalok gyűjteménye között helyezkedik el. Cat Sposato az NPR-től azt írta, hogy a To Be Loved alatt Adele hangilag a csúcson volt, és úgy vélte, hogy utolsó énekét olyan enyhítő szenvedéllyel adta elő rajta, ami talán elég erős ahhoz, hogy meggyógyítsa múló sérüléseit. Kitty Empire a The Observernek írva a dalt a 30 meghatározó számának, valamint „a zongoraballadák Burdzs Kalifájának” nevezte. Jason Lipshutz a Billboardtól az album legmutatósabb pillanatának és Adele karrierjének „legmeghökkentőbb erőt sugárzó vokális teljesítményének” tartotta. A kritikusok Whitney Houstonhoz hasonlították Adele vokális teljesítményét a To Be Loved-ben. A Clash-nek írva Robin Murray úgy vélte, hogy elnyújtott és dallamos énekvonala teljes erőt merített a torkából, és továbbá Houston fénykorában előadott vokális piruettjeihez hasonlította őket.
McCormick a To Be Loved-ot szemet gyönyörködtető balladaként jellemezte, és úgy vélekedett, hogy az utolsó vokált szinte elképesztő volt hallani, a nyers érzelem valami „zenei finomságon túli” dolgot ért el. Sanchez úgy vélte, Adele a csúcson volt a dalban, „nyers, erőteljes előadása” valószínűleg tapsvihart vált ki a hallgatóból. Jillian Mapes, a Pitchfork munkatársa úgy vélekedett, hogy a dal be fog vonulni a történelembe, és látta, hogy azt csinálja, amiben a legjobb: „az érzések világát teremtette meg alig többől, mint a hangjából, aztán a szakadék szélére sodort”. Kyle Mullin, az Exclaim! munkatársa úgy vélte, hogy a To Be Loved fájdalmas zongorája és magas hangjai a Someone like You (2011) meghitt minőségét idézik. A Los Angeles Times-nak írva Mikael Wood a dal csúcspontján a vokált „a fájdalom üvöltésének” nevezte, és figyelemre méltónak tartotta, hogy „Los Angelesben senki nem állt meg a felvétel napján, és nem csodálkozott azon, hogy mit hallott”.
Murray úgy gondolta, hogy a To Be Loved gyönyörű dallama és akkordszerkezete ellentétben áll a sötét szöveggel. Az NME-s El Hunt úgy érezte, hogy a dal produkciója olyan gyengéd, hogy szinte érezni lehet a billentyűk selymes „kalapácsütéseit”. Sanchez dicsérte a figuratív líraiságát. David Cobbald a The Line of Best Fit című laptól úgy vélte, hogy a To Be Loved szövegileg és dallamilag is erős, valamint „Adele eddigi egyik legjobb vokális teljesítménye”, de úgy vélte, hogy az újrajátszhatóságát veszélyezteti a színpadiassága. A MusicOMH-nak író Graeme Marsh úgy vélte, hogy az énekesnő túlzásba vitte az önsajnálatot, és úgy hatott, mintha arról próbálná meggyőzni magát, hogy mindent megtett a válása megakadályozásáért, ami visszatérő téma a 30-on, de ettől függetlenül lenyűgözőnek írta le a dalt.
Több kiadvány is felvette a To Be Loved című dalt a 2021-es év legjobb dalainak listájára. Robert Moran a Sydney Morning Heraldtól a harmadik helyre helyezte a dalt, és úgy ítélte meg, hogy Adele Houstonra emlékeztető, sztentori éneke miatt megérdemli az álló ovációt. Lindsay Zoladz a The New York Times-tól a hatodik helyre vette fel, és úgy fogalmazott, hogy ez a dal azt jelképezi, hogy „királyi, mint mindig”, de frissen nyitott a világra és elég merész ahhoz, hogy egy kicsit beszennyeződjön. Willman a hetedik helyre sorolta a To Be Loved-ot, úgy vélte, hogy ez a legmonumentálisabb szám a 30-ról, és úgy vélte, hogy Adele vokális teljesítménye rajta arra készteti a hallgatókat, hogy a háztetőkről kiáltsák, hogy „Adele életünk egyik legnagyobb énekesnője”. A Los Angeles Times a 10. helyre helyezte a dalt, Wood pedig „az év vokális teljesítményének” nyilvánította.
Jordan Rose, a Complex munkatársa a 19. helyre sorolta a To Be Loved-ot, Adele diszkográfiájának egyik „koronaékszerének” nevezte, és úgy vélte, hogy „gyönyörű, fájdalmas és [illusztrálja] az album egyik központi témáját: a hiteles szerelemnek ára van, és soha nem múlik el igazán”. A The Line of Best Fit a 37. helyre sorolta a dalt, Cobbald pedig úgy fogalmazott, hogy a 30 album egyik kiemelkedő dala és „vitathatatlanul Adele eddigi legjobb vokális teljesítménye”, megkoronázva ezzel „a szívfájdalmak millenniumi királynőjének” pozícióját. Owen Myers, a Pitchfork munkatársa a 39. helyre helyezte a dalt, és dicsérte az énekesnő vokális kontrollját rajta: „A hangját messze túllépi az elegáns visszafogottságon, ami a védjegye, ahogyan az zúgásba és szaggatott sikolyokba torkollik”. Andrew Unterberger a Billboardtól a 45. helyre sorolta a To Be Loved-ot, és megjegyezte, hogy Adele „szívét, lelkét és rekeszizmait belesüllyeszti [a] személyes himnuszba, amely arról szól, hogy nem hajlandó megbánni, hogy nem néz maga elé, mielőtt ugrik”. A dalt az Associated Press és a Vogue is rangsorolatlan listákra helyezte.

## Közreműködők
Közreműködők listája a 30 albumfüzete alapján.
- Tobias Jesso Jr. – producer, dalszerzés, zongora
- Shawn Everett – producer, hangmérnök
- Adele – dalszerzés
- Randy Merrill – maszterelés
- Matt Scatchell – hangkeverés
- Tom Elmhirst – hangkeverés
- Ivan Wayman – hangmérnök

## Helyezések
| Lista (2021)                            | Legjobb helyezés |
| --------------------------------------- | ---------------- |
| Ausztrália (ARIA)                       | 25               |
| Egyesült Királyság (UK Streaming Chart) | 12               |
| Franciaország (Single Top 100)          | 116              |
| Global 200 (Billboard)                  | 19               |
| Izland (Tónlistinn)                     | 17               |
| Kanada (Canadian Hot 100)               | 16               |
| Portugália (AFP Top 100 Singles)        | 48               |
| Svédország (Sverigetopplistan)          | 26               |
| US Billboard Hot 100                    | 32               |

## Minősítések
| Régió                                                            | Minősítés | Eladott példányszám |
| ---------------------------------------------------------------- | --------- | ------------------- |
| Brazília (Pro-Música Brasil)                                     | arany     | 20 000‡             |
| Egyesült Királyság (BPI)                                         | ezüst     | 200 000‡            |
| ‡ Eladási+streaming példányszámok kizárólag a minősítés alapján. |           |                     |

## Fordítás
Ez a szócikk részben vagy egészben  a   To Be Loved (Adele song) című angol Wikipédia-szócikk fordításán alapul.  Az eredeti cikk szerkesztőit annak laptörténete sorolja fel. Ez a jelzés csupán a megfogalmazás eredetét és a szerzői jogokat jelzi, nem szolgál a cikkben szereplő információk forrásmegjelöléseként.